# Paul Codrea
Paul Constantin Codrea est un footballeur international roumain né le 4 avril 1981 à Timișoara.

## Parcours d'entraineur
- mars 2013-nov. 2014 :  Politehnica Timișoara
- déc. 2017-mars 2018 :  Ripensia Timișoara